# Dschumgal
Der Dschumgal (kirgisisch Жумгал) ist ein 70 km langer linker Nebenfluss des Kökömeren im Oblus Naryn in Kirgisistan. Er durchfließt den nach ihm benannten Verwaltungsbezirk Rajon Dschumgal.
Der Dschumgal entsteht bei der Ortschaft Kysart am Zusammenfluss von Kysart (rechts) und Basar-Turuk (links). Er fließt anfangs in westlicher, später in westsüdwestlicher Richtung. Der östliche Teil des Flusstals liegt auf einer Höhe von 2000–2200 m und hat eine Breite von 3–5 km. Nach Westen hin senkt sich das Tal auf bis zu 1485 m und weitet sich auf bis zu 25 km. Westlich von Tschajek verengt sich das Tal wieder. Die Ufer sind flach und terrassiert. Wichtigste Nebenflüsse sind der Tschaar-Artcha, der Kysart, der Tügöl-Sai, der Basch-Kuugandy, der Orto-Kuugandy, die Kara-Ketsche, der Besch-Terek und die Ming-Teke. Der durchschnittliche jährliche Abfluss beträgt 11,2 m³/s, wobei der Höchstwert bei 77,0 m³/s und der niedrigste Wert bei 5,30 m³/s liegt. Der Wasserstand steigt Ende April und sinkt im August. Im Oktober friert der Fluss zu und taut im April wieder auf. Ein Teil des Flusswassers wird zu Bewässerungszwecken abgeleitet. Der Fluss durchfließt mehrere Dörfer. Das etwa 3080 km² große Einzugsgebiet des Dschumgal grenzt im Südosten an das des Sees Song-Köl.